# Jin Akanishi
Jin Akanishi (jap. 赤西仁 Akanishi Jin) (ur. 4 lipca 1984 w Kōtō, w Tokio) – japoński wokalista, były członek zespołu KAT-TUN, aktor. Od 2 lutego 2012 mąż Meisy Kuroki.
W 2000 roku dołączył do Johnny’s Jr., w 2001 roku stał się członkiem grupy KAT-TUN (pierwotnie tanecznej, która występowała na koncertach m.in. KinKi Kids). Zespół zyskał sporą popularność, szczególnie po debiucie w 2006 roku singlem Real Face. Drugi singiel Signal również zyskał ogromne uznanie i sprzedał się w około 500 tys. egzemplarzy. Ku zaskoczeniu wszystkich 13 października 2006 roku Akanishi oficjalnie ogłosił, iż zamierza uczyć się poza granicami Japonii, co wiązało się z tym, że tymczasowo opuszcza zespół. Jednak KAT-TUN nie zawiesił swej działalności. W tym czasie nagrali oni nowy singiel Bokura no Machi de oraz wydali płytę Cartoon KAT-TUN II You. Po pół roku pobytu w Los Angeles, Akanishi powrócił do kraju i dołączył do zespołu podczas ich trasy koncertowej. Jego powrót wywołał prawdziwe poruszenie wśród fanów zespołu.
19 i 20 czerwca 2010 roku wystąpił w USA w Klubie Nokii. W sumie odbył trzy koncerty – jeden w sobotę, dwa w niedzielę. Po powrocie do Japonii, 17 lipca Johnny Kitagawa poinformował, że Akanishi opuści zespół by skupić się na solowej karierze, podczas gdy KAT-TUN będzie istniał jako pięcioosobowa grupa. 21 lipca Akanishi osobiście potwierdził tę informację na oficjalnej mobilnej stronie Johnny’s.

## Dramy
- 2007 Yukan Club jako Shochikubai Miroku
- 2005 Anego jako Kurosawa Akihiko
- 2005 Gokusen 2 jako Yabuki Hayato
- 2004 Xmas Nante Daikirai  jako Kitagawa Sho
- 1999 P.P.O.I. jako Kimura Hisashi
- 2001 Omae no Yukichi ga Naiteiru
- 2000 Haregi, Koko Ichiban
- 1999 Taiyō wa Shizumanai
- 1999 Best Friend
- 1999 Kowai Nichiyōbi

## Filmy
- 2010 BANDAGE

## Dubbing
- 2008 Speed Racer

## Musicale
- 2006 Dream Boys
- 2004 Summary
- 2004 Dream Boy
- 2002 Shock Digest

## Single
- 2009 Bandage
- 2011 Eternal